# 東京都市謎案特搜事件簿
《東京都市謎案特搜事件簿》是一款推理模擬视觉小说的电子游戏。由同样开发《神箱》、《亞路塔》等的日本游戏开发公司Gravity Game Arise开发，2024年5月30日发行。

## 游戏玩法
本作是实景影像和2D图形融合的调查模拟游戏，玩家必须通过重新审视未解決案件，並透過物证和拥有专业能力的队友合作解決這些案件。

## 登场角色
紅葉巴杏（聲：千本木彩花）

杵島・羅倫斯・唯香（聲：澤城美雪）

岩井賢二（聲：寺杣昌紀）

栢原隆一（聲：森田成一）

戶塚祐介（聲：速水獎）

嬉野惠梨（聲：平野绫）

## 开发与发行
2023年7月13日，Gravity Game Arise宣布本作开发并发行，并且将登陆Microsoft Windows、任天堂Switch、PlayStation 4、PlayStation 5、Xbox Series X/S和Xbox One平台。同年9月21日，于PS4、PS5和Steam平台提供體驗版。

## 外部連結
- 官方网站